# Storfyrste
Titlen storfyrste rangerer under kejser men over en prins, fyrste eller kongelig prins.
Titlen storfyrste stammer fra middelalderen, hvor den tidligt blev anvendt af de russiske herskere i Kijevriget.
Storfyrstetitlen er blevet benyttet i to forskellige omstændigheder.
Den blev brugt som titel for monarken i et storfyrstendømme, men anvendes ikke længere. De sidste storfyrstendømmer forsvandt i 1917 og 1918, hvor de enten blev opslugt af kongedømmer eller blev til republikker.
På det tidspunkt havde alle de storfyrstendømmerne såsom Litauen, Transsylvanien og Finland været underlagt andre herskere i århundreder. Den sidste uafhængige storfyrste var Ivan 4. af Moskva i det 15. århundrede, indtil han antog titlen Zar af Rusland.
Storfyrste og storfyrstinde er også en russisk honorær titel, som blev anvendt på kejserens familiemedlemmer efter Peter 1. af Ruslands tid – på samme måde som den danske konges søskende kaldes prinser og prinsesser.
Den rette tiltaleform til en storfyrste eller storfyrstinde er: Deres kejserlige højhed.
Efter en reform i 1886 blev titlen reserveret for den russiske kejsers børn, børnebørn i mandlig linje, og de mandlige efterkommeres ægtefæller hvis de indgik et standsmæssigt ægteskab.